# Mikhailovella
Mikhailovella es un género de foraminífero bentónico de la subfamilia Haplophragmellinae, de la familia Endothyridae, de la superfamilia Endothyroidea, del suborden Fusulinina y del orden Fusulinida. Su especie tipo es Endothyrina? gracilis. Su rango cronoestratigráfico abarca el Viseense medio (Carbonífero inferior).

## Discusión
Clasificaciones más recientes incluyen Mikhailovella en el suborden Endothyrina, del orden Endothyrida, de la subclase Fusulinana de la clase Fusulinata.

## Clasificación
Mikhailovella incluye a las siguientes especies:
- Mikhailovella continua †
- Mikhailovella fresnedosensis †
- Mikhailovella gracilis †
  - Mikhailovella gracilis caledoniae †
- Mikhailovella popleformis †
- Mikhailovella uchtovica †